# Opopaea floridana
Opopaea floridana är en spindelart som först beskrevs av Banks 1896.  Opopaea floridana ingår i släktet Opopaea och familjen dansspindlar. Inga underarter finns listade i Catalogue of Life.